# Jamie Hampton
Jamie Hampton (* 8. Januar 1990 in Frankfurt am Main, Deutschland) ist eine ehemalige US-amerikanische Tennisspielerin.

## Karriere
Hampton begann im Alter von acht Jahren mit dem Tennissport. 2009 wurde sie Profispielerin, 2010 trat sie bei den US Open erstmals im Einzel an. Auf dem ITF Women’s Circuit gewann sie im Einzel und im Doppel jeweils fünf Titel.
Zum ersten Mal erreichte sie die zweite Runde eines Grand-Slam-Turniers 2012 bei den Australian Open, wo sie dann Marija Scharapowa unterlag. Mit dem Erreichen der zweiten Runde in Memphis stieß sie am 19. März in die Top 100 der Weltrangliste vor. Auch in Wimbledon erreichte sie Runde zwei, bis zum Jahresende verbesserte sie sich im Ranking auf Position 71. Im Doppel war sie im Mai 2012 das letzte Mal angetreten.
2013 verbesserte sie ihre Bilanz bei Grand-Slam-Turnieren weiter. In Melbourne erreichte sie Runde drei, in der sie sich der Weltranglistenersten und späteren Siegerin Wiktoryja Asaranka erst nach drei Sätzen geschlagen geben musste. Bei den French Open zog sie erstmals ins Achtelfinale ein, in dem sie Jelena Janković allerdings deutlich unterlag. Außerdem stand sie im Endspiel des WTA-Turniers in Brüssel, das sie gegen Kaia Kanepi 6:7, 4:6 verlor. Auch beim Rasenturnier in Eastbourne stand sie am 22. Juni 2013 im Finale, in dem sie Jelena Wesnina mit 2:6 und 1:6 unterlag. Damit kletterte sie in der Weltrangliste bis auf Platz 25, im Juli erreichte sie mit Position 24 dann ihre Bestmarke.
Im Januar 2014 absolvierte sie ihr letztes Match auf der Damentour. Sie unterzog sich in den darauffolgenden 18 Monaten insgesamt sechs Operationen, kehrte aber nicht mehr auf die Tour zurück.
Am 19. Mai 2020 gab sie ihr endgültiges Karriereende bekannt.

## Persönliches
Jamie Hampton, deren Mutter aus Südkorea stammt, wurde in Westdeutschland geboren, wo ihr Vater als Berufsoffizier der US Army stationiert war. In ihrer Kindheit übersiedelte die Familie in die Vereinigten Staaten. Zunächst lebte Jamie in Enterprise (Alabama); als sie 13 Jahre alt war, kam sie nach Auburn. Als sie 2008 ihren Abschluss an der Auburn High School machte, hatte sie zweimal den Doppeltitel der USTA Girls’ 18s gewonnen.

## Turniersiege

### Einzel
| Nr. | Datum              | Turnier   | Kategorie   | Belag     | Finalgegnerin      | Ergebnis      |
| --- | ------------------ | --------- | ----------- | --------- | ------------------ | ------------- |
| 1.  | 18. Oktober 2009   | Cleveland | ITF $10.000 | Hartplatz | Kyle McPhillips    | 6:4, 6:1      |
| 2.  | 18. April 2010     | Osprey    | ITF $25.000 | Hartplatz | Florencia Molinero | 6:1, 6:3      |
| 3.  | 27. Juni 2010      | Boston    | ITF $50.000 | Hartplatz | Madison Brengle    | 6:2, 6:1      |
| 4.  | 11. Juli 2010      | Grapevine | ITF $50.000 | Hartplatz | Kurumi Nara        | 6:3, 6:4      |
| 5.  | 19. September 2010 | Redding   | ITF $25.000 | Hartplatz | Jelena Pandžić     | 3:6, 6:1, 6:4 |

### Doppel
| Nr. | Datum             | Turnier   | Kategorie    | Belag     | Partnerin        | Finalgegnerinnen                      | Ergebnis         |
| --- | ----------------- | --------- | ------------ | --------- | ---------------- | ------------------------------------- | ---------------- |
| 1.  | 18. Oktober 2009  | Cleveland | ITF $10.000  | Hartplatz | Grace Min        | Tarakaa Bertrand Elizabeth Lumpkin    | 6:1, 6:2         |
| 2.  | 4. April 2010     | Pelham    | ITF $10.000  | Sand      | Mallory Cecil    | Chan Chin-wei Nicole Kriz             | 6:4, 6:3         |
| 3.  | 13. Februar 2011  | Midland   | ITF $100.000 | Hartplatz | Anna Tatischwili | Irina Falconi Alison Riske            | ohne Spiel       |
| 4.  | 6. November 2011  | Grapevine | ITF $50.000  | Hartplatz | Zhang Shuai      | Lindsay Lee-Waters Megan Moulton-Levy | 6:4, 6:0         |
| 5.  | 13. November 2011 | Phoenix   | ITF $75.000  | Hartplatz | Ajla Tomljanović | Maria Sanchez Yasmin Schnack          | 3:6, 6:33 [10:6] |

## Abschneiden bei Grand-Slam-Turnieren

### Einzel
| Turnier         | 2006 | … | 2010 | 2011 | 2012 | 2013 | Karriere |
| --------------- | ---- | - | ---- | ---- | ---- | ---- | -------- |
| Australian Open | —    | — | —    | 1    | 2    | 3    | 3        |
| French Open     | Q1   | — | —    | Q3   | 1    | AF   | AF       |
| Wimbledon       | —    | — | —    | —    | 2    | 1    | 2        |
| US Open         | Q1   | — | 1    | 1    | 1    | 3    | 3        |

Zeichenerklärung: S = Turniersieg; F, HF, VF, AF = Einzug ins Finale / Halbfinale / Viertelfinale / Achtelfinale; 1, 2, 3 = Ausscheiden in der 1. / 2. / 3. Hauptrunde; Q1, Q2, Q3 = Ausscheiden in der 1. / 2. / 3. Runde der Qualifikation; n. a. = nicht ausgetragen

### Doppel
| Turnier         | 2006 | 2007 | 2008 | 2009 | 2010 | 2011 | Karriere |
| --------------- | ---- | ---- | ---- | ---- | ---- | ---- | -------- |
| Australian Open | —    | —    | —    | —    | —    | —    | —        |
| French Open     | —    | —    | —    | —    | —    | —    | —        |
| Wimbledon       | —    | —    | —    | —    | —    | —    | —        |
| US Open         | 1    | 1    | 1    | —    | 2    | 1    | 2        |